# قناة السعيدة الفضائية
قناة السعيدة الفضائية بدأت بثها التجريبي يوم 15 أغسطس 2007م من القاهرة على القمر الصناعي المصري نايل سات.

## البث التجريبي
سلام عليكم كيف حالك 
بدء البث التجريبي في 15 أغسطس 2007 من مدينة الإنتاج الإعلامي بالقاهرة - جمهورية مصر العربية كأول قناة يمنية خاصة .

## العاملون

### الإدارة
المدير التنفيذي لقناة السعيدة الفضائية هو حامد الشميري
المدير العام هو مختار القدسي 

### المذيعون ومقدمو البرامج
من أبرز مقدمو البرامج في قناة السعيدة
- عبدالسلام الشريحي والذي يقدم برنامج صدى الأسبوع.
- الأستاذ محمد العامري.
- عبدالملك السماوي والذي يقدم برنامج تراحموا
- مايا العبسي

### أهم البرامج والمسلسلات
- لعل أهم برنامج كان فرسان الميدان وكان يقدم في رمضان لكنه توقف بعد وفاة مقدمه يحيى علي علاو رحمه الله.
- مسلسل همي همك والذي يقدم سنويًا في رمضان وهو مسلسل ساخر بَطَله الفنان فهد القرني.
- مسلسل كيني ميني وهو مسلسل يمني كوميدي توقف إنتاجه.
- برنامج صدى الاسبوع ويقدم أسبوعياً كل يوم جمعة الساعة الثامنة ونصف مساءً بتوقيت اليمن تقديم عبد السلام الشريحي.
- برنامج في عمق الحدث تقديم الأستاذ محمد العامري.
- بالإضافة إلى العديد من البرامج والمسابقات واللقاءات والحوارات والأوبريتات.
- مسلسل خارج التغطية[1]
- مسلسل مخلف صعيب بطولة قاسم عمر وغيداء جمال وبشير العزيزي ويحيى ابراهيم وعدد من نجوم الدراما اليمنية

قائمة مسلسلات رمضان 2021